# Tachikawa Ki-17
Tachikawa Ki-17 (яп. 九五式三型練習機) — серійний навчальний літак Імперської армії Японії періоду 1930-х років та Другої світової війни.
Кодова назва союзників - «Сідер» (англ. Cedar).

## Історія створення
Після невдачі навчального літака Tachikawa Ki-9 з двигуном  Nakajima KZ армія відмовилась від ідеї розробити навчальний та перехідний літаки на базі однієї машини і в квітні 1935 року замовила фірмі Tacikawa інший навчальний літак, який отримав назву Ki-17. Відповідно до завдання злітна маса літака мала становити менше 1000 кг, а навантаження на крило - менше 35 кг/м². Літак мав витримувати 6-кратне перевантаження. Армія наполягала на виконанні завдання до серпня 1935 року, щоб почати навчання великої кількості пілотів.
Два перші дослідні взірці літака були готові у липні 1935 року. Це був дуже легкий біплан із злітною масою всього 900 кг, який зовнішньо дуже нагадував Ki-9. Головною відмінністю були рівні за площею верхнє та нижнє крило. Літак був оснащений двигуном Hitachi Ha-12 потужністю 160 к.с. Спочатку літак мав елерони на верхньому та нижньому крилі, подібно до Ki-9, але випробування показали завелику чутливість бокового керування, і з верхнього крила елерони прибрали.
Літак був прийнятий на озброєння під назвою «Навчальний літак армійський Тип 95» (або Ki-17). Всього до 1944 року було випущено 560 літаків Ki-17.

## Тактико-технічні характеристики

### Технічні характеристики
- Екіпаж: 2 чоловік (пілот та інструктор)
- Довжина: 7,85 м
- Висота: 2,95 м
- Розмах крил: 9,82 м
- Площа крил: 26,20 м ²
- Маса пустого: 618 кг
- Маса спорядженого: 900 кг
- Навантаження на крило: 34.6 кг/м ²
- Двигун:  1 х Hitachi Ha-12
- Потужність: 160 к. с.
- Питома потужність: 6 кг/к.с.

### Льотні характеристики
- Максимальна швидкість: 170 км/г
- Крейсерська швидкість: 150 км/г
- Тривалість польоту: 3 г 30 хв
- Практична стеля: 5 300 м

## Оператори
Японська імперія
- Імперська армія Японії[1]
  - Льотна школа Кумаґая
  - Льотна школа Міто
  - Льотна школа Тачіарай
  - Льотна школа Уцономія
  - Повітряна академія